# Blakea allotricha
Blakea allotricha är en tvåhjärtbladig växtart som beskrevs av Antonio Lorenzo Uribe Uribe. Blakea allotricha ingår i släktet Blakea och familjen Melastomataceae.
Artens utbredningsområde är Colombia. Inga underarter finns listade i Catalogue of Life.